# Billaea triangulifera
Billaea triangulifera (лат.) — вид тахин подсемейства Dexiinae.

## Описание
Мухи длиной тела от 6,7 до 13 мм. Усики темно-коричневые, с перистой аристой. Среднеспинка перед поперечным швом с пятью узкими тёмными продольными полосами. Голени двумя щетинками на задней поверхности. Брюшко яйцевидной формы, чёрное в сером налете и На 3 и 4 тергитах имеются два крупных чёрных треугольных пятна. На пятом тергите пятна небольшие.

## Биология
Паразиты личинок жуков-усачей, в качестве хозяев отмечены Acanthocinus griseus, Acanthocinus xanthoneurus, Leiopus nebulosus, Monochamus sutor, Morimus asper, Oplosia cinerea, Oplosia fennica, Rhagium sp. Pyrrhidium sanguineum, Saperda octopunctata, Saperda scalaris, Saphanus piceus, Stenostola dubia, Stenostola ferrea, Tetropium castaneum, Tetropium fuscum, Tetropium gabrieli, Xylotrechus altaicus и Prionus coriarius

## Распространение
Вид широко распространён в Евразии от Европы до Дальнего Востока и Японии.